# Lonchopria chalybaea
Lonchopria chalybaea là một loài Hymenoptera trong họ Colletidae. Loài này được Friese mô tả khoa học năm 1906.